# Большие Семейкины
Большие Семейкины — опустевшая деревня в Даровском районе Кировской области в составе Даровского городского поселения.

## География
Находится на расстоянии примерно 4 км по прямой на северо-восток от райцентра поселка  Даровской.

## История
Была известна с 1873 года как починок Даниловский, в котором было учтено дворов 9 и жителей 79, в 1905 (починок Даниловский или Семейкины) 20 и 75, в 1926 (уже деревня Большие Семейкины или Даниловский) 22 и 134, в 1950 25 и 94, в 1989 году оставалось 7 человек. Нынешнее название утвердилось с 1978 года.

## Население
Постоянное население  не было учтено как  в 2002 году, так и в 2010.